# Arcadians CC
De Gentse cricketclub Arcadians Cricket Club Ghent werd opgericht in 2004. Het eerste seizoen ging de club van start in de derde divisie waar de club meteen de vijf eerste wedstrijden op rij won en het seizoen afsloot met een kampioenstitel. Door de hieraan verbonden promotie mochten de Arcadians in 2006 starten in de tweede Divisie.
Een reorganisatie van de Belgische competitie (uitbreiding van 3 naar 4 afdelingen) leidt echter tot een degradatie terug naar de 3de divisie, hoewel 5 van de 12 wedstrijden als winnaar werden afgesloten.
In tegenstelling tot vele clubs in België is Arcadians geen club die louter open staat voor spelers uit de traditionele cricketlanden. De club telt ook een groeiend aantal Belgen die tot de sport zijn aangetrokken en is een van de weinige Belgische cricketclubs met een eigen jeugdwerking.
De thuiswedstrijden en oefensessies worden gehouden op het Domein Claeys-Bouüaert, gelegen tussen de Notenstraat en de Alphonse Claeys-Bouüaertlaan te Mariakerke. Tijdens het eerste competitieseizoen (2005) werd op een verplaatsbare Flicx mat gespeeld; in 2006 kon de club met de steun van Belgische Cricket Federatie en de Stad Gent een permanente Notts Sport mat installeren.